# Áreas de Brodmann

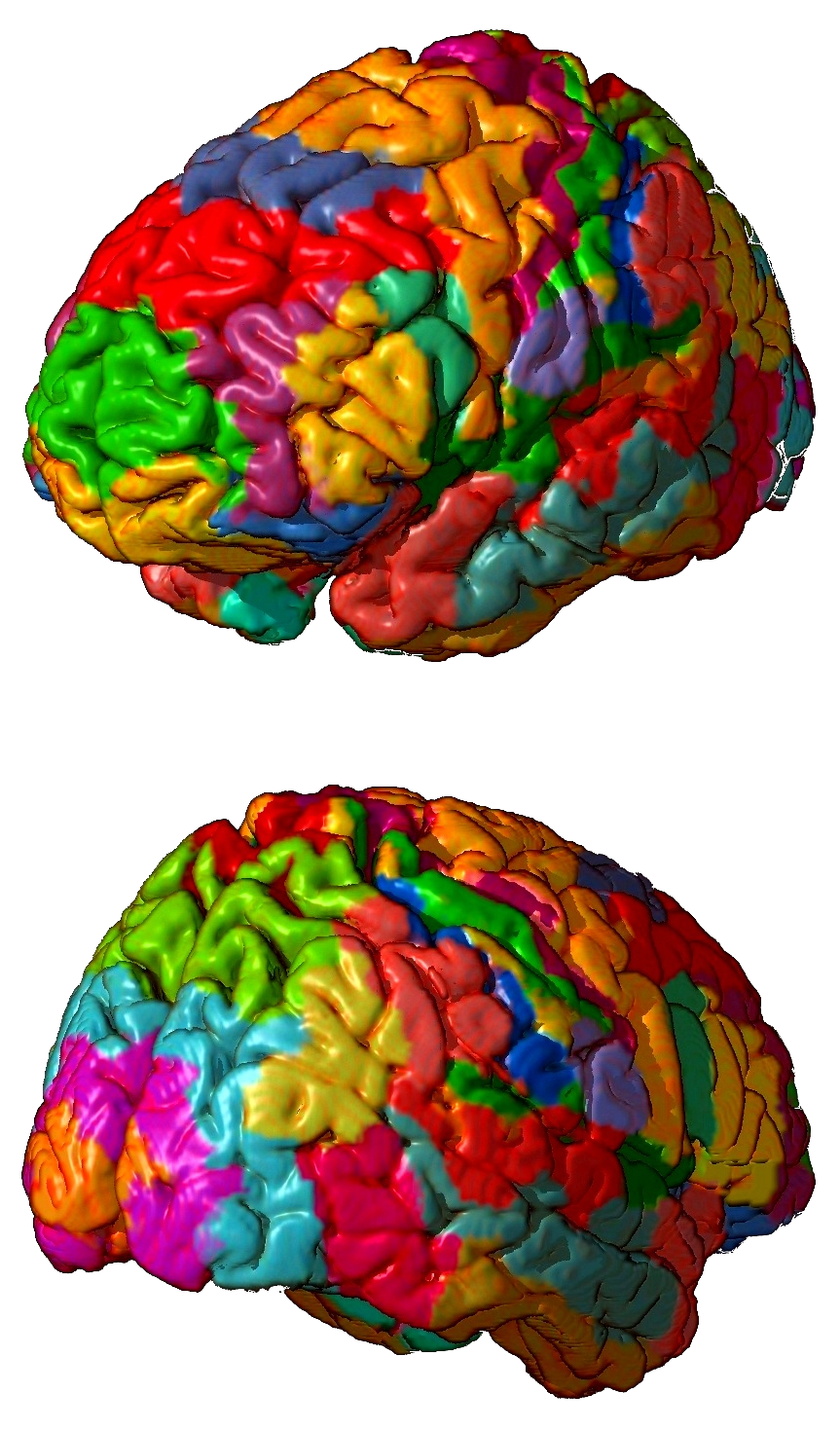
Áreas de Brodmann, en 3D.

Un área de Brodmann es una región de la corteza cerebral definida con base en su citoarquitectura. 

La citoarquitectura de la corteza cerebral es la disposición de los somas de las neuronas que constituyen la corteza cerebral. Brodmann el neurólogo alemán, postuló áreas funcionales, basado solamente en la  arquitectura histológica microscópica. 

## Historia

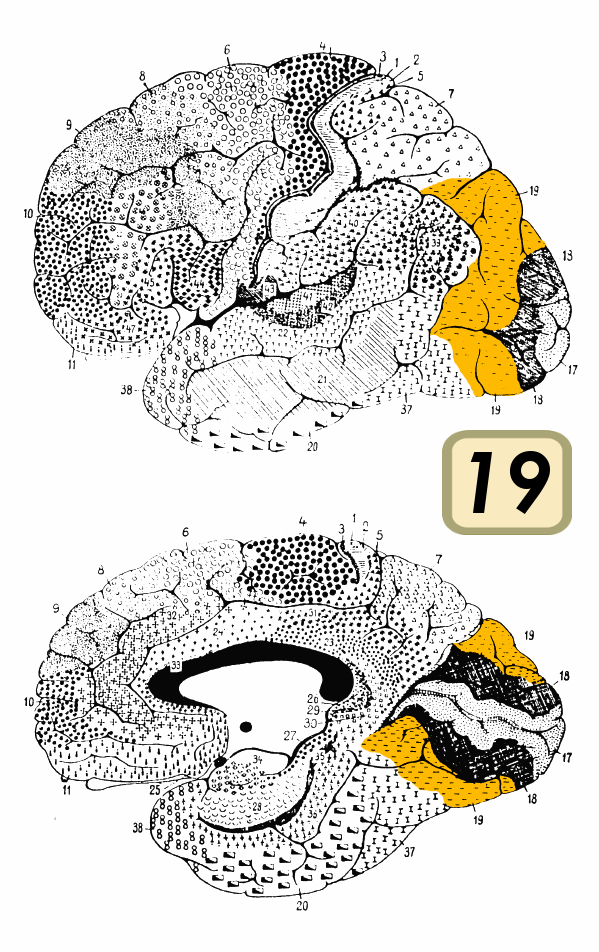
Mapa de Brodmann original con área 19 resaltada en amarillo. Se pueden apreciar las superficies externa (arriba) e interna (abajo).

Las áreas de Brodmann fueron definidas y numeradas de la 1 a la 47 por Korbinian Brodmann en 1909 usando la tinción de Nissl. 
Los primeros mapas fueron de humanos y monos entre otros, algunas de estas áreas fueron subdivididas, como por ejemplo la 23, que se divide en 23a y 23b. 
El que exista el mismo número de áreas en diferentes especies no necesariamente significa que sean áreas estructuralmente homólogas.
Un mapa similar pero más detallado fue publicado por Constantin von Economo y Georg N. Koskinas en 1925.

## Áreas de Brodmann enHomo sapiens
| Área de Brodmann | Nombre del córtex |
| ---------------- | --- |
| Áreas 3,1,2      | Área somatosensorial primaria |
| Área 4           | Corteza motora primaria |
| Área 6           | Corteza motora secundaria o asociativa |
| Área 5 y 7       | Corteza somatosensitiva secundaria o de asociación                                                                                                |
| Área 8           | Campo ocular frontal (suele asociarse con movimientos oculares)                                                                                   |
| Áreas 9,10,11,12 | Corteza prefrontal |
| Área 9           | Corteza dorsolateral prefrontal |
| Área 10          | Área frontopolar |
| Área 11 y 15     | Área orbitofrontal (Circunvalación orbitaria y recta, más parte de la porción rostral del giro frontal superior)                                  |
| Área 12          | Área orbitofrontal (Entre circunvolución frontal interno y surco calloso-marginal)                                                                |
| Áreas 13, 14     | Circunvalación insular |
|                  | |
| Área 17          | Corteza visual primaria |
| Área 18          | Corteza visual asociativa |
| Área 19          | Corteza visual asociativa |
|                  | |
| Área 20          | Circunvolución temporal inferior |
| Área 21          | Circunvolución temporal media Córtex de asociación auditiva primaria                                                                              |
| Área 22          | Circunvolución temporal superior (Córtex de asociación auditiva secundaria, en relación con área de Wernicke)                                     |
| Área 23-26       | Sistema lunulico |
| Área 23          | Área ventral posterior del cíngulo |
| Área 24          | Área ventral anterior del cíngulo |
| Área 25          | Área subacallosa = subgenual (controla movimientos por debajo de la rodilla)                                                                      |
| Área 26          | Área ectoesplenial del cíngulo |
| Área 27          | Presubículo |
| Áreas 28 y 34    | Corteza entorrinal |
| Área 28          | Área prepiriforme (olfativo primario) |
| Área 29          | Área retroesplenial del cíngulo |
| Área 30          | Área subesplenial del cíngulo |
| Área 31          | Área dorsoposterior del cíngulo |
| Área 32          | Área dorsoanterior del cíngulo |
| Área 33          | Induseum griseum |
| Área 34          | Uncus (olfativo primario) |
| Área 35          | Corteza perirrinal (en/sobre el giro parahipocámpico)                                                                                             |
| Área 36          | Corteza parahipocampal Giro fusiforme temporal (en/sobre el giro parahipocámpico)                                                                 |
| Área 37          | Giro occípitotemporal lateral del giro fusiforme.                                                                                                 |
| Área 38          | Polo temporal Procesamiento semántico Lóbulo temporal.                                                                                            |
| Áreas 39 y 40    | Área somatosensorial de asociación o giro angular (relacionadas con la comprensión de las palabras). Lesión del área 40 produce “agnosia tactil”. |
| Área 39          | Circunvolución angular asociación heteromodal |
| Área 40          | Circunvolución supramarginal asociación heteromodal                                                                                               |
| Área 41          | Corteza auditiva primaria |
| Áreas 42         | Corteza auditiva primaria |
| Área 43          | Corteza gustativa (en el comienzo de la cisura de Rolando)                                                                                        |
| Áreas 44 y 45    | Área de Broca (relacionadas con la producción del lenguaje)                                                                                       |
| Área 44          | Circunvolución opercular |
| Área 45          | Circunvolución triangular |
| Área 46          | Corteza prefrontal dorsolateral |
| Área 47          | Circunvolución frontal inferior |
| Área 48          | Circunvolución posrinencefálica anterior |

### Críticas
Cuando Bonin y Bailey estaban construyendo un mapa cerebral del chimpancé, encontraron la descripción de Brodmann inadecuada y escribieron:
“Brodmann, es verdad, preparó un mapa del cerebro humano que ha sido ampliamente reproducido.  Pero muy desafortunadamente, los datos en los que se basa nunca fueron publicados”